# Dettendorf (Tuntenhausen)
Dettendorf ist ein Ortsteil der Gemeinde Tuntenhausen im oberbayerischen Landkreis Rosenheim.
Der Ort liegt nordöstlich des Kernortes Tuntenhausen an der RO 45. Nordwestlich des Ortes fließt die Attel, ein linker Zufluss des Inns.

## Sehenswürdigkeiten
In der Liste der Baudenkmäler in Tuntenhausen sind für Dettendorf drei Baudenkmäler aufgeführt:
- Die katholische Filialkirche St. Nikolaus, ein Saalbau mit nördlichem Satteldachturm, ist im Kern romanisch, während Chor und Turm spätgotisch sind.
- Der um die Jahre 1830/50 errichtete Hakenhof (Bruckhofer Straße 4) besteht aus einem zweigeschossigen Wohnteil mit Hochlaube und Laube und einem Wirtschaftsteil mit Bundwerk.
- Das Bauernhaus Dorfstraße 3 ist ein zweigeschossiger Flachsatteldachbau mit Blockbau-Obergeschoss, Hochlaube und Laube. Es stammt aus der 1. Hälfte des 17. Jahrhunderts.